# Station Działdowo
Station Działdowo is een spoorwegstation in de Poolse plaats Działdowo.